# Suwak tamaryszkowy
Suwak tamaryszkowy (Meriones tamariscinus) – gatunek ssaka z podrodziny myszoskoczków (Gerbillinae) w obrębie rodziny myszowatych (Muridae).

## Zasięg występowania
Suwak tamaryszkowy występuje w południowej części europejskiej Rosji, Kazachstanie, Uzbekistanie, Turkmenistanie, Kirgistanie, Tadżykistanie, północnym Afganistanie, północno-zachodniej Chińskiej Republice Ludowej (Sinciang, północne Gansu i zachodnia Mongolia Wewnętrzna) i południowo-zachodniej Mongolii.

## Taksonomia
Gatunek po raz pierwszy zgodnie z zasadami nazewnictwa binominalnego opisał w 1773 roku niemiecki przyrodnik Peter Simon Pallas nadając mu nazwę Mus tamariscinus. Holotyp pochodził z Saray-Jük, w Kazachstanie. 
Analiza molekularna z 2010 roku wykazała, że M. tamariscinus reprezentował odrębny klad w stosunku do wszystkich innych gatunków z rodzajów Meriones, Rhombomys, Psammomys i Brachiones, co czyniło rodzaj Meriones taksonem parafiletycznymi; badanie nie przedstawiło żadnych rozstrzygających propozycji dotyczących możliwej zmiany taksonomicznej dla kladu M. tamariscinus. Autorzy Illustrated Checklist of the Mammals of the World uznają ten takson za gatunek monotypowy.

### Etymologia
- Meriones: gr. μηρος mēros „biodro, udo”[14].
- tamariscinus: nowołac. tamariscinus „tamaryszkowy”, od łac. tamarix, tamaricis „tamaryszek”, od rzeki Tamaris (obecnie Tambre) na granicy Pirenejów[15].

## Morfologia
Długość ciała (bez ogona) 135–190 mm, długość ogona 115–150 mm, długość ucha 15–21 mm, długość tylnej stopy 32–39 mm; masa ciała 60–180 g. 